# Artaxa montiphaula
Artaxa montiphaula är en fjärilsart som beskrevs av Holloway 1999. Artaxa montiphaula ingår i släktet Artaxa och familjen tofsspinnare. Inga underarter finns listade i Catalogue of Life.